# Антверпен – Фелу (пропіленопровід)
Антверпен – Фелу (пропіленопровід) – продуктопровід у Бельгії, призначений для транспортування пропілену.
З 1963-го в Антверпені продукує пропілен піролізне виробництво компанії Benelux FAO, одним із співвласників якого є енергетичний гігант Total. Останньому також належить найпотужніший в Європі (900 тисяч тонн на рік) завод поліпропілену, розташований південніше у місті Фелу. Первісно між цими містами проклали два трубопроводи для транспортування пропілену та етилену. В подальшому подачу етилену організували по трубопроводу більшого діаметру, а пропілен стали перекачувати по двох лініях. Довжина траси продуктопроводу, виконаного в діаметрах 168 мм та 219 мм, становить 95 км, а робочий тиск 9,8 МПа.